# AN-J
AN-J（アン・ジェイ）は、ヴィジョンファクトリー所属の日本の女性歌手グループ。所属レコード会社はavex。1999年5月19日デビュー。解散時期は不明。バンド名「AN-J」は英語の「A Natural Jade（自然のままの翡翠）」から作られた。

## メンバー
- チエ（原口千恵子）
- レミ（名知玲美）
- ミカ（垣内美香）

## 来歴
アン・ヴォーグやエターナルのような歌って踊れるダンス・コーラス・ユニットを目指していたメンバーのレミは、同じ展望を持っていたチエと意気投合、活動を開始。3人目のメンバーがなかなか固定しない状況の中、偶然同じダンス・イベント参加していたミカのダンスのスキル・歌唱力に2人が感銘を受け、ミカを勧誘。3人組としての"AN-J"の活動がスタートした。
その後小規模なダンス・イベントに数多く積極的に参加。その中のイベントで、AN-Jのパフォーマンスをたまたま見たライジングプロダクションの平哲夫社長（当時）の目に止まり、メジャーデビューへの道が拓かれた。

## ディスコグラフィ

### シングル
1. 笑顔が見える場所〜I WANNA GO〜（1999年5月19日、AVCT-30006、オリコン週間29位[1]）
  1. 笑顔が見える場所 〜I WANNA GO〜
華原朋美「I WANNA GO」（アルバム『storytelling』（1997年発売）収録、1998年にシングルカット）のカバー曲。TBS系ドラマ『週末婚』主題歌。
  2. あの頃のように
森永乳業「ピクニック」CMソング
  3. 笑顔が見える場所 〜I WANNA GO〜 (Original Karaoke)
  4. あの頃のように (Original Karaoke)
2. What’s going on（1999年9月15日、AVDT-20055、オリコン週間49位[2]） 
  1. What’s going on
ブルボン『Monpoulet』CMソング
  2. Navigator
  3. What’s going on (Original Karaoke)
  4. Navigator (Original Karaoke)
3. Someday（2000年1月13日、AVCT-30013）
  1. Someday
ブルボン『Monpoulet』CMソング
  2. GONNA BE ONE
  3. Someday (P.K.G Mix)
  4. Someday (Instrumental)
  5. GONNA BE ONE (Instrumental)
4. Stay for me tonight（2001年1月31日、AVCT-30038）
  1. Stay for me tonight
テレビ東京「Gパラダイス」エンディングテーマ
  2. Are you gonna be?
  3. Stay for me tonight (Sweet Wet mix)
  4. Are you gonna be? (Sweet Lazy mix)

### アルバム
1. The First Jade（2001年2月28日、AVCT-10086）
  1. Are you gonna be?
  2. LOVE
  3. La-La-Shine
  4. What's going on (Album Remix)
  5. Satisfaction
  6. Wishing on a Star
  7. TRUE LOVE
  8. Naked
  9. 笑顔が見える場所〜I WANNA GO〜
  10. No More Blues
  11. Stay for me tonight
  12. I made up my mind
  13. I WANT YOU
  14. IRON SOUL
  15. Someday
  16. La-La-Shine (Groove That Soul Mix)

## その他
- AN-J解散後、メンバーであったレミ（名知玲美）が、筆記名"Remy"で、元同事務所所属のw-inds.へ2曲楽曲提供を行っている。
  - 「NEVER MIND」（作詞：shungo./作曲：Remy/編曲：中西亮輔）
  - 「Ex-Girlfriend」（作詞:shungo./作曲:Remy/編曲:中西亮輔）